# Dibromanisole
Die Dibromanisole bilden eine Stoffgruppe von aromatischen Verbindungen, die sich sowohl vom Anisol als auch vom Brombenzol bzw. den Dibrombenzolen ableiten. Die Struktur besteht aus einem Benzolring mit angefügter Methoxygruppe (–OCH3) und zwei Bromatomen (–Br) als Substituenten. Durch deren unterschiedliche Anordnung ergeben sich sechs Konstitutionsisomere mit der Summenformel C7H6Br2O:
| keine Einstufung verfügbar |

| Gefahrensymbol |

| keine Einstufung verfügbar |

| keine Einstufung verfügbar |

| keine Einstufung verfügbar |

| Gefahrensymbol |